# Есад Байрам
Есад Байрам (на турски: Esad Bayram; на македонска литературна норма: Есад Бајрам) е поет, разказвач и преводач от Република Македония, от турски произход.

## Биография
Роден е в 1934 година в Охрид, тогава в Кралство Югославия. Завършва Висшия педагогически институт в Скопие и турски език и книжовност в Белградския университет. Дълги години е директор на Основно училище „Братство-единство“ в Охрид. Пише на турски и македонски книжовен език и превежда между двата. Стихотворения на Байрам са превеждани на английски, руски, румънски, албански, сръбски и френски език. Член е на Дружеството на писателите на Македония от 1987 година.